# Barrage-écluse de la Joux-Verte
Le barrage-écluse de la Joux-Verte est un ancien barrage-voûte construit en 1695, et qui s'est effondré en avril 1945, situé sur l'Eau Froide dans les Préalpes vaudoises, entre les communes de Villeneuve et de Corbeyrier, dans le canton de Vaud, en Suisse,.

## Histoire
Dès la fin du XVIe siècle, à Roche, située dans la vallée du Rhône, en amont du lac Léman, était exploitée une saline pour tirer profit des sources salines de Panex, alors sur le territoire du gouvernement bernois d'Aigle. Afin d'acheminer le bois nécessaire pour cuire les saumures provenant de Panex par une conduite longue de 12 km, un barrage-voûte fut construit par Berne en 1695 au lieu-dit la Joux-Verte, à 1 297 m d'altitude. Il créait en barrant la vallée de l'Eau Froide un lac artificiel d'environ 70 000 m3. Une écluse disposée dans l'installation permettait de libérer l'eau retenue qui entraînait dans son sillage l'empilement de troncs placé devant l'ouvrage jusqu'à un bassin situé à Roche en plaine, 900 m plus bas, après un trajet de 2 km,,.
Ce système, qui permettait, à raison de 2 ou 3 vidanges de fond annuelles, d'acheminer 1 500 stères par an, fut utilisé jusqu'en 1896, avant d'être abandonné au profit d'un transport par câble,.
Les projets de conservation du barrage proposés en 1908, 1938 et 1944 n'aboutirent pas et l'ouvrage, reconnu entre-temps comme bien culturel d'importance régionale, fut peu à peu laissé à l'abandon et se détériora. Un violent orage, en avril 1945, provoqua l'effondrement de sa partie centrale.
Une étude de 1976 démontra qu'il s'agissait du plus ancien barrage en maçonnerie de Suisse ; une autre étude de 1981 le classa à la 9e position des plus anciens barrages-voûtes au monde.

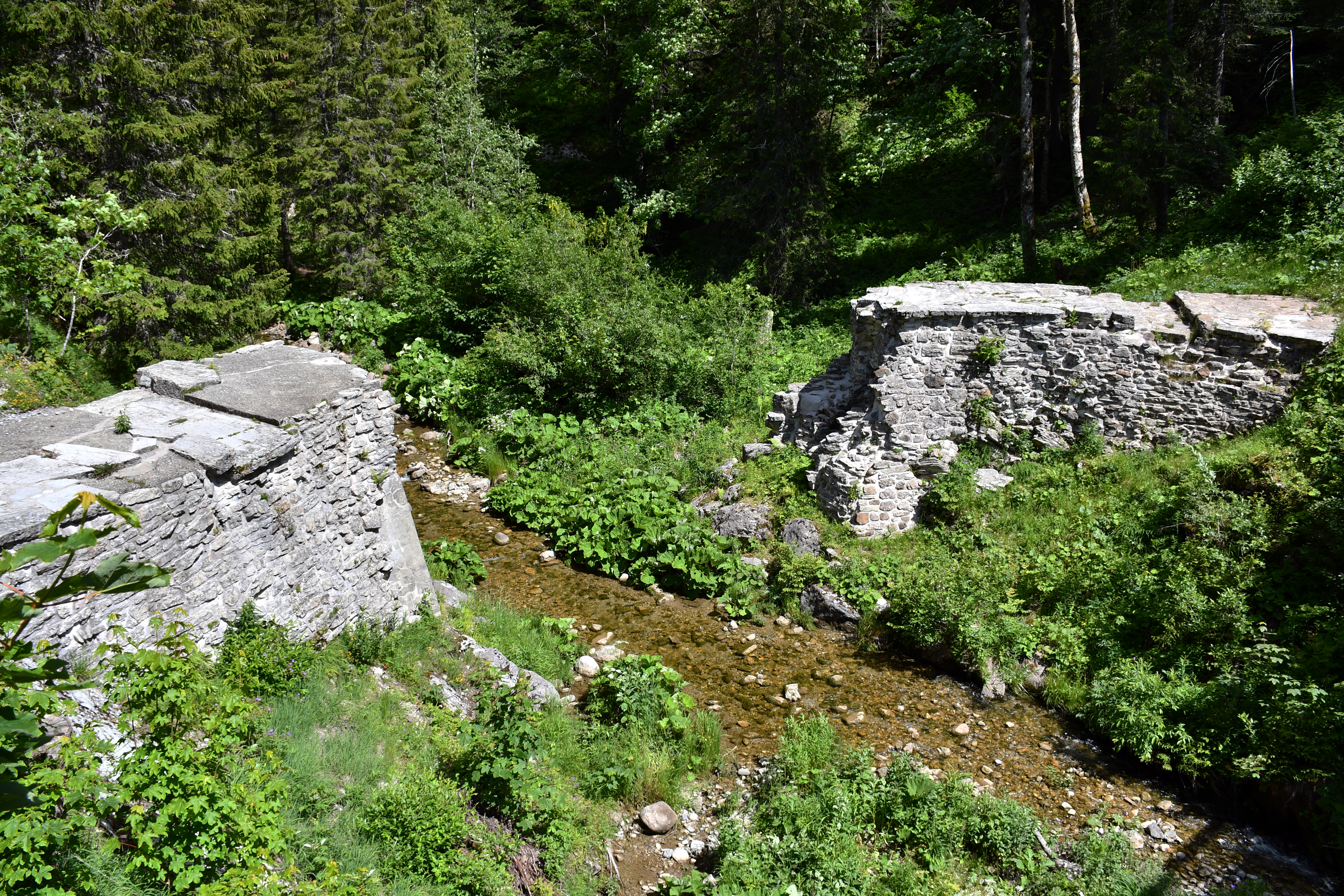
Les ruines du barrage vues du nord-ouest.

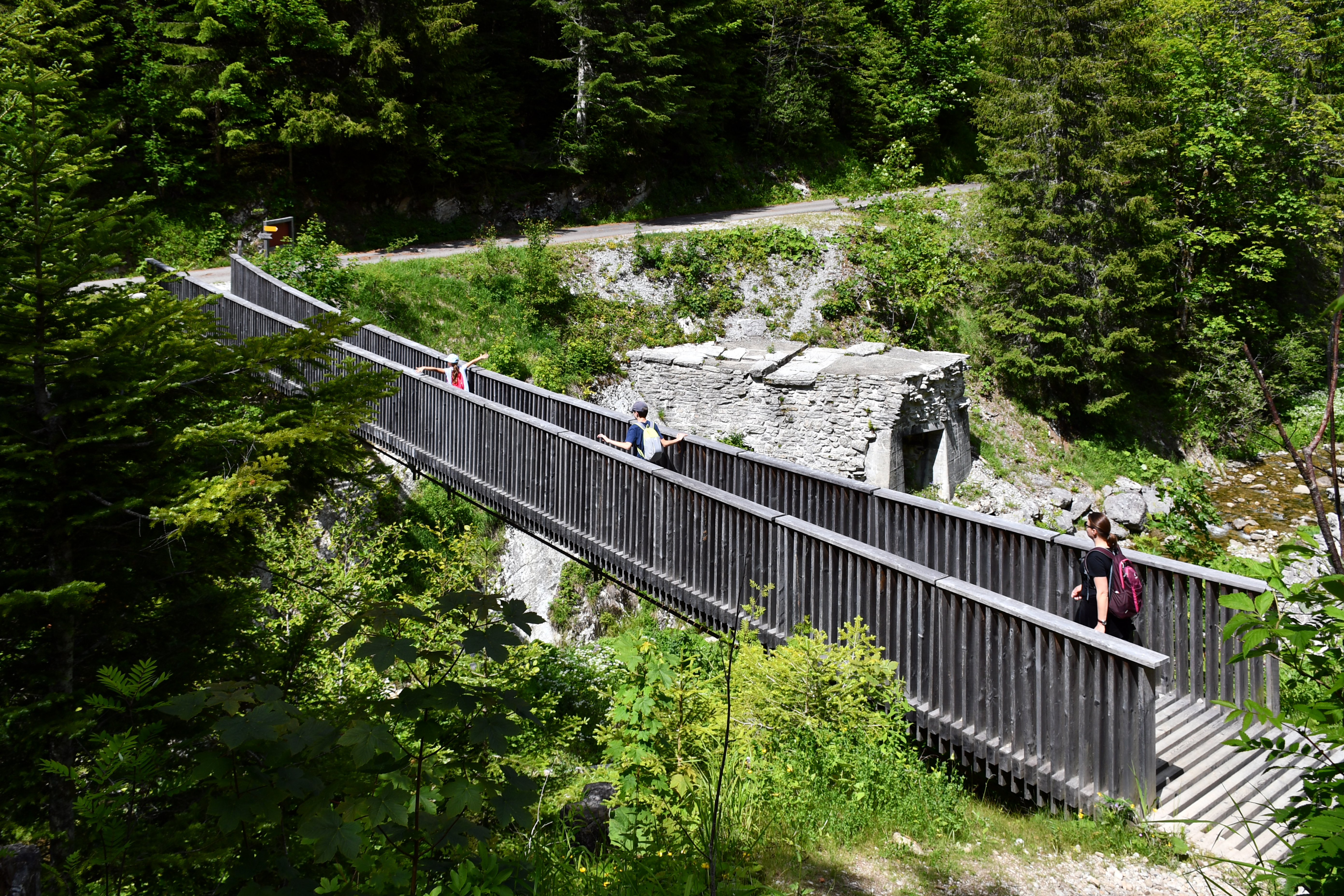
La passerelle construite en 2014, avec les ruines du barrage au second plan.

Sur l'initiative du Musée suisse du sel d'Aigle et avec l'appui du Service cantonal des monuments historiques, les deux culées du barrage purent être conservées. Les travaux (restauration du moellonnage, enrochements protecteurs des bases des culées et soutiens bétonnés pour les structures en porte-à-faux) eurent lieu en 1982. Des aménagements permirent, l'année suivante, par des balisages et un panneau explicatif, d'insérer les vestiges du barrage dans le patrimoine touristique de la région.
Un sentier de découverte de la région de la Joux-Verte, partant des Agites, sur le territoire de la commune de Corbeyrier, fut aménagé par le groupement forestier des Agittes. Dans ce contexte, ce dernier construisit en 2014 une passerelle traversant l'Eau Froide à quelques mètres en aval des vestiges du barrage.

### Description du barrage à sa construction
Ce barrage en maçonnerie sèche, constitué d'un mur en arc constitué de moellons, avait une hauteur de 8 m et une longueur de couronnement de 28 à 30 m. Son épaisseur était de 7 m à la base et de 3 m à la crête. Il possédait en son centre une zone remplie de terre améliorant son étanchéité. Il était placé à un endroit où la rivière présentait un brusque dénivelé. Ainsi la couronne était, du côté aval, à 13 m du lit du torrent. L'ouverture percée à la base du barrage, mesurant 1,5 x 4 m, se trouvait, elle, 5 m au dessus du lit de la rivière en aval,.
Le bois, débité en grumes d'un mètre, était empilé en aval de l'ouvrage. Un bélier, lâché sur le système de verrouillage du portail, provoquait l'ouverture de l'écluse et la brusque vidange du réservoir.